# Stjarnan (kvinder)
Stjarnan Kvinder (islandsk: Stjarnan knattspyrna kvenna) er en islandsk fodboldklub for kvinder, der spiller i Islands topliga for kvinder Úrvalsdeild.
Stjarnan Kvinder spiller deres hjemmekampe på Samsung völlurinn i Garðabær. Holdets farver er blåt og hvidt. Holdet er kvindernes afdeling af Stjarnan FC.

## Aktuel trup
Oversigten er opdateret til og med 9. september 2020.
| Nr. | Land        | Position | Spiller                               |
| --- | ----------- | -------- | ------------------------------------- |
| 1   | Island      | MM       | Birta Gudlaugsdóttir                  |
| 3   | Island      | FO       | Arna Dís Arnþórsdóttir                |
| 4   | Island      | MI       | Katrín Ósk Sveinbjörnsdóttir          |
| 5   | Island      | MI       | Hugrún Elvarsdótir                    |
| 6   | Island      | MI       | Anita Ýr Þorvaldsdóttir               |
| 7   | Island      | MI       | Shameeka Fishley                      |
| 8   | Island      | FO       | Ingibjörg Ragnarsdóttir               |
| 9   | Island      | MI       | Hildigunner Ýr Benediktsdóttir        |
| 10  | Island      | FO       | Anna Baldursdóttir                    |
| 11  | New Zealand | MI       | Betsy Hassett                         |
| 12  | Canada      | MM       | Erin McLeod (lejet fra Orlando Pride) |
| 14  | Island      | MI       | Snædis Maria Jörundsdóttir            |

| Nr. | Land    | Position | Spiller                    |
| --- | ------- | -------- | -------------------------- |
| 15  | Island  | MI       | Katrin Mist Kristinsdóttir |
| 16  | Island  | FO       | Sædis Rún Heiðarsdóttir    |
| 17  | Island  | MI       | Maria Sól Jakobsdóttir     |
| 18  | Island  | AN       | Jasmín Erla Ingadóttir     |
| 19  | Italien | MI       | Angela Caloia              |
| 20  | Island  | MI       | Lára Mist Baldursdótir     |
| 22  | Island  | MI       | Elin Helga Ingadóttir      |
| 23  | Island  | MI       | Gyða Kristin Gunnarsdóttir |
| 24  | Island  | FO       | Málfriður Sigurðardótir    |
| 26  | Island  | MI       | Sylvia Birgisdótir         |
| 37  | Island  | MI       | Jana Sól Valdimarsdóttir   |

### Forhenværende landsholdspillere
- Island: Katrín Ásbjörnsdóttir, Gunnhildur Yrsa Jónsdóttir, Glódís Perla Viggósdóttir
- Italien: Marta Carissimi
- Jamaica: Donna-Kay Henry
- Mexico: Verónica Pérez
- Nicaragua: Ana Cate
- Serbien: Danka Podovac
- Trinidad og Tobago: Ahkeela Mollon

## Deltagelse i UEFA Women's Champions League
| Sæson   | Runde                | Klub              | Hjemme | Ude  | Sammenlagt |
| ------- | -------------------- | ----------------- | ------ | ---- | ---------- |
| 2012–13 | Sekstendedelsfinaler | Zorky Krasnogorsk | 0–0    | 1–3  | 1–3        |
| 2014–15 | Sekstendedelsfinaler | Zvezda Perm       | 2–5    | 1–3  | 3–8        |
| 2015–16 | Kvalificeret         | Hibernians F.C.   |        |      | 5–0        |
| 2015–16 | Kvalificeret         | KÍ Klaksvík       |        |      | 4–0        |
| 2015–16 | Kvalificeret         | Apollon Limassol  |        |      | 2–0        |
| 2015–16 | Sekstendedelsfinaler | Zvezda Perm       | 1–3    | 1–3  | 2–6        |
| 2017–18 | Kvalifikationsrunde  | Klaksvík          | –      | 9–0  | –          |
| 2017–18 | Kvalifikationsrunde  | Istatov           | –      | 11–0 | –          |
| 2017–18 | Kvalifikationsrunde  | Osijek (vært)     | –      | 1–0  | –          |
| 2017–18 | Attendedelsfinale    | Rossijanka Khimki | 1–1 a  | 4–0  | 5–1        |
| 2017–18 | Ottendedelsfinale    | Slavia Prague     | 1–2 a  | 0–0  | 1–2        |